# Hungarogryon moczari
Hungarogryon moczari är en stekelart som beskrevs av Szabó 1966. Hungarogryon moczari ingår i släktet Hungarogryon och familjen Scelionidae. Inga underarter finns listade i Catalogue of Life.